# Jonas Collin (zoolog)

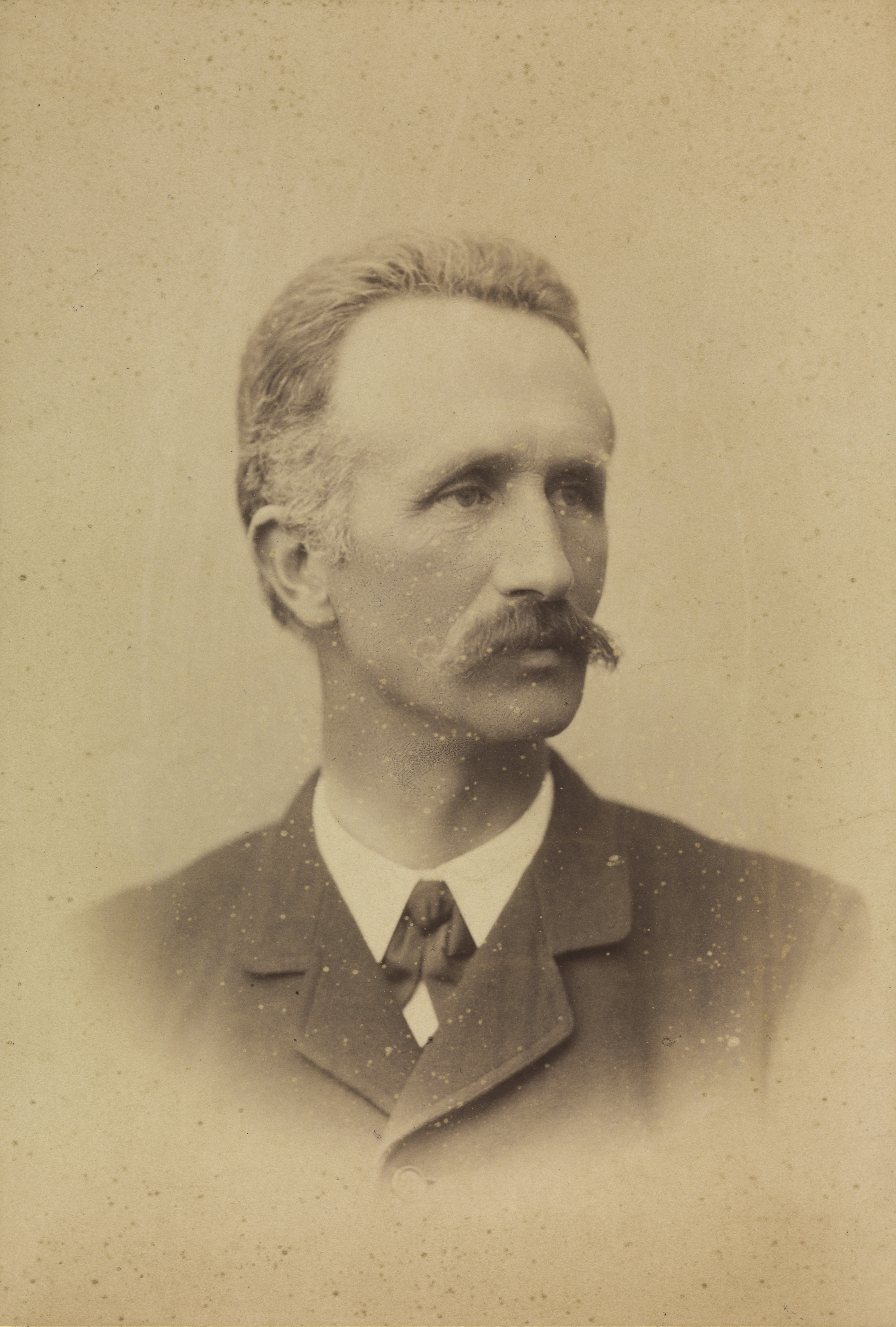
Jonas Collin

Jonas Sigismund Collin, född den 8 april 1840, död den 9 juli 1905, var en dansk zoolog. Han var sonson till Jonas Collin.
Collin var regeringskonsulent vid ostronfiskerierna, och utgav bland annat Niels Kjærbøllings Skandinaviens Fugle (1875-77) och Om Limfjordens tidligere og nuværende marine Fauna (1884).